# Битке у Банату 1848-1849.
Основни циљ револуције било је ослобођење од феудалних стега, што би условило бржи напредак привреде и преображај друштва. Већину европских земаља ухватио је револуционарни талас већ крајем 1847. што је кулминирало следеће године. Покрет је прво захватио Беч, а потом и остале делове Хабзбуршке монархије. После демонстрација у Бечу, немири су се догодили и у Пешти, а после тога револуција се ширила као пламен. Срби су са симпатијама гледали на револуцију и прихватили покрет Мађарског народа. Представници српске омладине у Будиму, Пешти и Пожуну (данас Братислава) припремили су српски национални програм, који је био намењен Мађарима, а тражено је управо оно што су Мађари тражили од Аустрије. Срби су тражили слободу вероисповести, слободно коришћење матерњег језика, признавање народности, уређивање школа и цркви. Како Мађари нису желели да пристану на ове услове, а мађаризација српског народа постајала је све интензивнија, сукоб је био неизбежан. Сазвана је Мајска скупштина на којој је Јосиф Рајачић изабран за патријарха, након чега је митрополија уздигнута на ранг патријаршије, а царски граничарски пуковник Стеван Шупљикац је изабран за војводу, који је тада био на ратишту у Италији. На Мајској скупштини одлучено је и да се прогласи Српска Војводина у чији ће састав ући Банат, Бачка, Барања и Срем.

### Регрутација
Одмах по стварању Српског покрета основана је и Народна гарда, која је имала у свом саставу 800 људи, а командант је био Георгије Милутиновић. Ова гарда је подељена у четири компаније.
У току покрета војни обвезници била су лица старости до 50 година, способна за војску. Имућније породице које су имале само једног мушког потомка, могле су да нађу замену, али уз обавезу да финансирају исхрану те замене. Синови јединци из сиромашнијих породица служили су војску само у Панчеву. Породице са више мушких потомака слале су по једног или два сина, који су се међусобно смењивали. Оваквом мобилизацијом би се избегло да породице остану без мушког потомства.
Неколико сукоба догодило се код Вршца (12. јула), Беле Цркве (19. августа), Перлеза (2. септембра) и Страже (28. октобра).

### Битка код Перлеза
Војни логор код Перлеза подигнут је са циљем да заустави продор Мађара из правца Великог Бечкерека (данас Зрењанин) према Панчеву. Перлез је заузео Мађарски пуковник Ерне Киш, нападом на српске положаје раном зором 2. септембра. Том приликом Срби су почели да се повлаче, док су мађарски војници непрекидно нападали. Борба је трајала готово два сата, а Перлез је спаљен до темеља. Локално становништво се разбежало по околним селима. Одговорност за пораз сносио је, командант логора, Јован Дракулић.
Након пораза код Перлеза, у томашевачком логору, учвршћивао се Стеван Книћанин. Због опрезности Ерне Киш (после победе код Перлеза унапређен у чин генерала) није наставио гоњење разбијених српских трупа. Услед бежања добровољаца из Србије, Книћанин је наредио свим стражама на Дунаву да спрече пребеге, ухвате их и спроведу даље њему.
Командант српске војске, Ђорђе Стратимировић, након сазнања о овом поразу, наредио је обустављање борбе које је водио са Мађарима код Темерина. Убрзо је стигао код Томашевца, где је ојачао Книћанинов логор. Окружни одбор је наредио свим месним пододборима да Книћанина снабдевају храном, одећом, обућом и оружјем. У Панчево је стигла вест да се Стеван Шупљикац враћа из Италије и да ће посетити Панчево, то је изазвало велику радост локалног становништва. Војска, коју је Шупљикац затекао, била је потпуно неопремљена и неувежбана.

### Битка код Томашевца и Јарковца
Упркос недостатку одеће, обуће и оружја, српска војска није спречена да оствари победу над Мађарима и то једну од највећих 1848. године. Битка код Томашевца се одиграла 5. децембра, када је снаге одмерило више од 10.000 Мађара са 32 топа, под командом пуковника Јована Дамјанића и 3.000 српских добровољаца са 12 топова, под командом Стевана Книћанина. Иако је све било на страни Мађара, српска војска је успела да однесе победу. Стеван Книћанин је стекао славу и велики углед у Банату, те му је Окружни одбор у Панчеву због тога поклонио топ ливен у тополивници у Панчеву. Овом победом, накратко је заустављен продор Мађара према Панчеву.
Мађарски команданти нису дозволили да се обесхрабре, због чега су наставили да нападају Србе који су се налазили на положајима у Банату. Војвода Шупљикац је са војском кренуо да пружи помоћ Книћанину, да би се спречило спајање мађарске војске из Вршца и Великог Бечкерека. Жестока битка код Јарковца је почела рано ујутру 12. децембра. Мађарски војници су били брутални према локалном становништву.
Након што су га потиснули са леђа, Книћанин је морао да напусти утврђени Томашевац. Српска војска се повукла у Панчево, а војвода Шупљикац се разочаран и болестан вратио заједно са њима. Овај пораз је био јасан знак да је непријатељ одлучан у намери да заузме Панчево. Мађари су своје трупе почели да постављају северно од Панчева. Војвода Стеван Шупљикац је тражио помоћ од патријарха Рајачића да четири компаније из Земуна пређу у Панчево, као и да Кнежевина Србија пошаље добровољце. Српски кнез Александар је упутио новчану помоћ из сопствених средстава, велики број добровољаца се јавио да помогне и пређе у Панчево, а чак је и Илија Гарашанин увидео колико је важно сачувати Панчево, због чега је лично писао Книћанину да уради шта се урадити може и да све учини да га одбрани. Становништво Панчева је почело евакуацију, због страха од мађарских напада. У време припрема одбране Панчева, стигла је вест од аустријског цара да је потврдио избор Стевана Шупљикца за војводу, када га је одликовао орденом Гвоздене круне I реда. Истог дана је око 2.000 добровољаца из Србије прешло Дунав код Ковина, где је војвода Шупљикац кренуо да их дочека. Добровољце је предводио Милутин Петровић, брат хајдук Вељка. Овом приликом поздравио је добровољце својим чувеним говором: Добро нам дошли јунаци и браћо! Цио свет нека види, да смо по мајци, - да смо по крви и млеку браћа рођена, нек види, како браћа браћи својој у помоћ стижу - међутим од великог узбуђења добио је напад кашља и уз помоћ официра сишао са коња, али је др Константин Пеичић убрзо констатовао смрт. Његово тело је пренето и положено у Успенску цркву, где је опело држао Васа Живковић, након чега су његови посмртни остаци пренети у манастир Крушедол.
Битка код Панчева била је најзначајнија битка овог периода, где су српски војници показали изузетну храброст, а војсковође добру стратегију. Велико одушевљење је владало након победе, а најзаслужнији за победу су били Стеван Книћанин и Адам Косанић. Након ове победе, Панчево је Стевану Книћанину доделило титулу почасног грађанина.
Убрзо након победе код Панчева 2. јануара, српска војска је 19. јануара заузела Вршац и Белу Цркву, где су основани Окружни одбори који су растеретили панчевачки Одбор, тако што су се бавили снабдевањем војске.
Упркос жестоким борбама које су вођене током Револуције, и великим људским жртвама, Срби нису успели да остваре своје захтеве прокламоване на Мајској скупштини. Међутим од захтева се није одустало, напротив, у годинама након 1849. постаће још актуелнији.
Револуције 1848—1849. је термин који се у историографији односи на низ политичких потреса који су избили широм Европе 1848. Премда су реакционарне снаге у року од годину дана угушиле револуције и све је враћено у пређашње стање, значај ових покрета је немерљив.

## Галерија
- Битка код Перлеза септембра 1848. године
- Битка код Панчева јануара 1849. године
- Битка код Вршца јануара 1849. године
- Мајска скупштина 1848. године
- Стеван Книћанин (1807-1855)
- Стеван Шупљикац (1789-1848)
- Српски патријарх Јосиф Рајачић благосиља војску Српске Војводине 1848. године